# 東井正美
東井 正美（とおい まさみ、1921年9月10日 - 2016年8月4日）は、日本の経済学者。関西大学名誉教授。専門は農業経済学。

## 来歴
大阪府生まれ。旧制金鐘中等学校、1947年関西大学経済学部を卒業。京都大学大学院経済学研究科で山岡亮一の下農業経済学を専攻し、1950年より母校の関西大学経済学部で教鞭を執り、1961年教授就任。『日本の農業政策』で経済学博士の学位を取得。1996年勲三等瑞宝章受章。
アメリカ農業問題に関して先駆的業績を残し、日本農業経済学会理事、関西農業経済学会（現：地域農林経済学会）副会長などを歴任。関西大学では経済学部長を務め、学長事務代行を一時兼務するなどして、大学紛争の収拾に奔走した。
2016年8月4日、滋賀県大津市の病院で死去。94歳没。

## 主な著書

### 単著
- 東井正美『日本の農業政策』有斐閣、1966年。ASIN B000JAB72Q。
  - 東井正美 ;1921-「日本の農業政策」関西大学 博士論文（経済学） 乙第5号、1967年、NAID 500000423435。
- 東井正美『現代日本農業経済論』富民協会、1981年。ASIN 4829400048。

### 共著
- 東井正美（編著）、梅川勉（編著）、南清彦（編著）『農業問題の基礎理論』ミネルヴァ書房、1974年。ASIN B000J9RZG4。
- 東井正美、暉峻衆三、常盤政治、久野重明『現代日本農業論』ミネルヴァ書房、1986年。ISBN 462301682X。
- 東井正美、南清彦、森岡孝二、和田一雄『経済学へのアプローチ』ミネルヴァ書房、1991年。ISBN 4623019136。
- 東井正美、暉峻衆三、常盤政治、久野重明『日本経済と農業問題』ミネルヴァ書房、1991年。ISBN 4623021130。
- 東井正美（編著）、森岡孝二（編著）『日本経済へのアプローチ』ミネルヴァ書房、1992年。ISBN 4623021785。
- 東井正美、神前樹利、樫原正澄、池上甲一『都市のくらしと農業問題―農業経済学へのアプローチ』ミネルヴァ書房、1995年。ISBN 4623025284。
- 東井正美, 森岡孝二『現代経済を学ぶ』ミネルヴァ書房、1997年。ISBN 4623027163。
- 東井正美, 森岡孝二『政治経済学へのアプローチ』ミネルヴァ書房〈Minerva text library〉、2000年。ISBN 4623031918。

### 共訳
- ハリー・ヘイウッド 著、山岡亮一、東井正美 訳『黒人解放』有斐閣〈京都大学総合経済研究叢書〉、1958年。ISBN 4641626235。
- G.E.ミンゲイ 著、, 東井正美、原田聖二、加勢田博 訳『比較経済史―イギリスとアメリカ 1850～1939』ミネルヴァ書房、1975年。ASIN B000J9R0VO。
- マーガレット・キャプスティック 著、東井正美、堀田忠夫 訳『農業経済学』ミネルヴァ書房、1978年。ASIN B000J8R2LS。